# Elérhetőségi reláció
A matematika, azon belül a gráfelmélet területén az elérhetőség (reachability) arra a lehetőségre utal, hogy a gráf egyik csúcsából el lehet jutni egy másik csúcsába. Az {\displaystyle s} csúcsból elérhető a {\displaystyle t} csúcs (avagy a {\displaystyle t} csúcs elérhető az {\displaystyle s} csúcsból), ha létezik szomszédos csúcsok sorozata (tehát egy séta), ami {\displaystyle s}-sel kezdődik és {\displaystyle t}-vel végződik.
Irányítatlan gráfban tetszőleges két csúcs közötti elérhetőség eldönthető a gráf összefüggő komponenseinek ismeretében. Két csúcs pontosan akkor elérhető egymásból, ha ugyanahhoz az összefüggő komponenshez tartoznak. Az irányítatlan gráf komponensekre bontása lineáris időben elvégezhető. 
A szócikk további része az irányított gráfokkal foglalkozik, melyekben lényegesen nehezebb feladat a páronkénti elérhetőség megállapítása.

## Definíció

Összefüggő, de nem erősen összefüggő gráf; az 1-gyel jelölt csúcs nem érhető el a többiből.

A {\displaystyle V} csúcshalmazzal és {\displaystyle E} élhalmazzal rendelkező {\displaystyle G=(V,E)} irányított gráfban értelmezett  elérhetőségi reláció alatt az {\displaystyle E} tranzitív lezárását értjük, vagyis {\displaystyle V} csúcsainak minden {\displaystyle (s,t)} rendezett párját, melyre létezik olyan {\displaystyle v_{0}=s,v_{1},v_{2},...,v_{k}=t} csúcssorozat úgy, hogy a {\displaystyle (v_{i-1},v_{i})} él bármely {\displaystyle 1\leq i\leq k}-re része {\displaystyle E}-nek.
Ha {\displaystyle G} körmentes, akkor elérhetőségi relációja egy részbenrendezés; bármely részbenrendezés meghatározható ezen a módon, például mint a tranzitív redukciójának elérhetőségi relációja.
Egy fontos következmény, hogy mivel a részbenrendezések antiszimmetrikusak, ha {\displaystyle s}-ből elérhető {\displaystyle t}, {\displaystyle t}-ből nem érhető el {\displaystyle s}. Ez könnyen látható abból, hogy ha {\displaystyle s}-ből {\displaystyle t}-be és vissza {\displaystyle s}-be is el tudunk jutni, akkor {\displaystyle G} kört tartalmazna, pedig abból indultunk ki, hogy körmentes.
Ha {\displaystyle G} irányított, de nem körmentes (tehát legalább egy kört tartalmaz), akkor elérhetőségi relációja részbenrendezés helyett előrendezésnek felel meg.

## Algoritmusok
Az elérhetőséget meghatározó algoritmusokat két csoportba oszthatjuk: vannak azok, melyek futásához szükség van előfeldolgozásra és azok, melyekhez nem.
Ha csak egyetlen, vagy néhány lekérdezést végezhetünk, hatékonyabb eltekinteni a komplex adatstruktúráktól és közvetlenül a kívánt csúcspár elérhetőségével számolni. Ez lineáris idejű algoritmusokkal elvégezhető, például szélességi bejárás vagy iteratívan mélyülő keresés segítségével.
Ha több lekérdezést végezhetünk, kifinomultabb módszerek is alkalmazhatók; a használni kívánt módszer a szóba jövő gráf jellemzőitől függhet. Némi előfeldolgozási időért és extra tárterületért cserébe egy olyan adatszerkezet hozható létre, ami bármilyen csúcspár között felmerülő elérhetőségi kérdéseket  akár {\displaystyle O(1)} időben megválaszolhat. Alább három különböző, egyre specializáltabb helyzetekre kiélezett algoritmust és hozzá tartozó adatstruktúrát vizsgálunk meg.

### Floyd–Warshall-algoritmus
A Floyd–Warshall-algoritmus bármely irányított gráf tranzitív lezárásának kiszámítására felhasználható, ami az elérhetőségi relációt a definíció szerint előállítja.
Az algoritmus a legrosszabb esetet figyelembe véve {\displaystyle O(|V|^{3})} időben fut le és {\displaystyle O(|V|^{2})} tárterületet vesz igénybe. A Floyd–Warshall-algoritmus nem csak az elérhetőséget számítja ki, hanem a csúcspárok közötti legrövidebb utak nagyságát is tárolja. A „negatív köröket” tartalmazó gráfoknál a legrövidebb utak definiálatlanok is lehetnek (hiszen még egy negatív körbejárással mindig tovább csökkenthető az út költsége), de a páronkénti elérhetőséget így is rögzíti.

### Thorup-algoritmus
A síkbarajzolható irányított gráfok esetében létezik egy sokkal gyorsabb módszer, amit Mikkel Thorup írt le 2004-ben.
A módszer {\displaystyle O(n\log {n})} előkészítési idő alatt a síkbarajzolható gráfhoz létrehoz egy {\displaystyle O(n\log {n})} méretű adatstruktúrát; ezután
{\displaystyle O(1)} idő alatt képes megválaszolni elérhetőségi kérdéseket. A Thorup-algoritmus képes közelítő legrövidebb utak számítására, valamit útválasztási információ megadására.
Az algoritmus nagy vonalakban úgy működik, hogy minden csúcshoz kis számú, úgynevezett elválasztó utat rendel oly módon, hogy egy {\displaystyle v} csúcsból bármely másik {\displaystyle w} csúcsba menő útnak keresztül kell menni vagy {\displaystyle v} vagy {\displaystyle w} egy szeparátorán. Az elérhetőséggel kapcsolatos rész vázlatos áttekintése következik.
Adott {\displaystyle G} gráfon az algoritmus először a csúcsokat rétegekbe szervezi egy tetszőlegesen választott {\displaystyle v_{0}} csúcstól kezdve. A rétegek felépítésekor először az előző lépésből elérhető csúcsokat vesszük figyelembe (az egyetlen {\displaystyle v_{0}}-ból kiindulva), majd az előző lépésbe elérő csúcsokat tekintjük, amíg csak minden csúcsot hozzá nem rendelünk valamely réteghez. A rétegek felépítése során egy csúcs legfeljebb két rétegben jelenik meg, és {\displaystyle G} minden irányított útja két szomszédos rétegen, {\displaystyle L_{i}}-n és {\displaystyle L_{i+1}}-en belül húzódik. Legyen {\displaystyle k} az utoljára létrehozott réteg, tehát a {\displaystyle \bigcup _{i=0}^{k}=V} kifejezésben {\displaystyle k} legkisebb értéke.
Ezután a gráfot újraértelmezzük a {\displaystyle G_{0},G_{1},\ldots ,G_{k-1}} irányított gráfok sorozataként, ahol minden egyes {\displaystyle G_{i}=r_{i}\cup L_{i}\cup L_{i+1}}, és ahol {\displaystyle r_{i}} az összes korábbi {\displaystyle L_{0}\ldots L_{i-1}} szint egyetlen csúccsá történő összehúzása. Mivel minden irányított út legfeljebb két egymást követő rétegben jelentkezik, és mivel minden {\displaystyle G_{i}}-t két egymást követő réteg alkot, ezért minden {\displaystyle G}-beli irányított út legalább egy {\displaystyle G_{i}}-ben (és legfeljebb kettőben) megjelenik.
Minden {\displaystyle G_{i}}-re azonosítunk három olyan szeparátort, melyek eltávolításával a gráf három komponensre esik szét, melyek egyenként az eredeti gráf csúcsainak legfeljebb {\displaystyle 1/2}-részét tartalmazzák. Mivel {\displaystyle G_{i}} két réteg ellentétes irányítású útból van felépítve, minden szeparátor legfeljebb két irányított utat tartalmazhat, tehát a szeparátorok összesen 6 irányított utat. Legyen {\displaystyle S} ezen irányított utak halmaza. Annak bizonyítását, hogy mindig lehet találni ilyen szeparátorokat Lipton és Tarjan síkgráf-elválasztási tétele tartalmazza; ezek a szeparátorok ráadásul lineáris időben megtalálhatók.
Bármely {\displaystyle Q\in S} irányított út esetében a {\displaystyle Q} irányítottságából adódik a csúcsok egy természetes indexelése az út elejétől a végéig. Minden {\displaystyle G_{i}}-beli {\displaystyle v} csúcs esetében megkeressük {\displaystyle Q}-ban az első olyan csúcsot, ami {\displaystyle v}-ből elérhető, és az utolsót, ami eléri {\displaystyle v}-t.
Más szavakkal, azt vizsgáljuk, hogy {\displaystyle v}-ből mennyire az elejére tudunk eljutni {\displaystyle Q}-nak, illetve, hogy milyen sokáig tudunk {\displaystyle Q}-ban maradni úgy, hogy vissza tudjunk jutni {\displaystyle v}-be. Ezt az információt minden {\displaystyle v} csúcshoz eltároljuk. Ezután bármilyen {\displaystyle u} és {\displaystyle w} csúcspár esetén, {\displaystyle u} akkor éri el a {\displaystyle w} csúcsot {\displaystyle Q}-n keresztül, ha {\displaystyle u} korábban kapcsolódik {\displaystyle Q}-hoz, mint ahogy {\displaystyle Q} csatlakozik {\displaystyle w}-hez.
A {\displaystyle G_{0}\ldots ,G_{k}}-t felépítő egyes rekurziós lépések során minden csúcs címkézésre kerül. Mivel a rekurzió logaritmikus mélységű, csúcsonként összesen
{\displaystyle O(\log {n})} extra információ tárolására kerül sor. Innen nézve a logaritmikus idejű elérhetőségi lekérdezés egyszerűen annyiból áll, hogy a csúcspár címkéi közül egy megfelelő közös {\displaystyle Q}-t kell találni. Az eredeti cikk a továbbiakban azzal foglalkozik, hogy a lekérdezés időigényét {\displaystyle O(1)}-ig tuningolja.
A módszer analízisének összefoglalásaként először láthatjuk, hogy a réteges megközelítés úgy particionálja a csúcsokat, hogy egy-egy csúccsal csak {\displaystyle O(1)} ideig kell foglalkozni. Az algoritmus szeparációs fázisa a gráfot az eredeti gráf méretének legfeljebb {\displaystyle 1/2}-e méretű komponensekre bontja, ami logaritmikus rekurziós mélységet eredményez. A rekurzió minden szintjén csak lineáris idejű munkát igényel a szeparátorok megkeresése és a csúcsok közti lehetséges kapcsolatok feltárása. A végeredmény {\displaystyle O(n\log n)} előfeldolgozási idő, és {\displaystyle O(\log {n})} plusz eltárolandó információ csúcsonként.

### Kameda-algoritmus

Irányított gráf, melyre alkalmazható a Kameda-módszer; az és hozzáadva.

A fentivel megegyező gráf a Kameda-algoritmus futása után. Láthatók a csúcsokhoz tartozó mélységi keresési (DFS-) címkék

Az előfeldolgozás még gyorsabb módszerét T. Kameda ötlötte ki 1975-ben. Kameda módszere kizárólag olyan irányított gráfokra alkalmazható, melyek síkba rajzolhatók, körmentesek és a következő tulajdonságokkal is rendelkeznek: az összes, 0 befokú, illetve 0 kifokú csúcsnak a lerajzolás ugyanazon tartományán kell lennie (ez a feltételezés szerint általában a külső tartomány), és a tartomány határa kettéparticionálható oly módon, hogy az összes 0 befokú csúcs az egyik részben és az összes 0 kifokú csúcs a másik partícióban jelenik meg (tehát ez a kétfajta csúcs nem váltakozik).
Ha {\displaystyle G} rendelkezik ezekkel a tulajdonságokkal, akkor az előfeldolgozás mindössze 
{\displaystyle O(n)} időt vesz igénybe, és az előző algoritmushoz hasonlóan mindössze {\displaystyle O(\log {n})} bitet tárol el csúcsonként, az elérhetőség lekérésének ideje pedig ettől kezdve {\displaystyle O(1)}, egy egyszerű összehasonlítás.
Az előfeldolgozás a következő lépésekben történik. Hozzáadunk egy új {\displaystyle s} csúcsot, melyből minden 0 befokú csúcshoz élt húzunk, valamint egy új {\displaystyle t} csúcsot, melybe pedig minden 0 kifokú csúcstól húzunk élt. Vegyük észre,  hogy {\displaystyle G} tulajdonságai megengedik ezt a síkbarajzolhatóság megszűnése nélkül, tehát a hozzáadott csúcsok új élei sem fogják keresztezni a többit. Minden csúcshoz eltároljuk a szomszédok (a kimenő élek) listáját, a síkba rajzolás által meghatározott valamely sorrend szerint (például a gráf lerajzolása szerint az óramutató járásával megegyező irányban). Ekkor inicializálunk egy {\displaystyle i=n+1} számlálót és {\displaystyle s}-től indulva mélységi bejárást kezdünk meg. A bejárás során minden csúcs szomszédsági listája balról jobbra haladva meglátogatásra kerül szükség szerint. Ahogy a csúcsokat elővesszük a bejárásnál használt veremből, megcímkézzük őket {\displaystyle i} értékével, majd {\displaystyle i}-t dekrementáljuk. Vegyük észre, hogy {\displaystyle t} címkéje mindig {\displaystyle n+1}, {\displaystyle s} címkéje pedig {\displaystyle 0}. Ezután megismételjük a mélységi bejárást, de ezúttal a szomszédsági lista jobbról balra kerül látogatásra.
A bejárások végeztével az {\displaystyle s} és {\displaystyle t} csúcsokat, valamint a hozzájuk tartozó éleket eltávolítjuk. A megmaradt csúcsok mindegyikének címkéje egy-egy kételemű lista, {\displaystyle 1}-től {\displaystyle n}-ig terjedő értékekkel.
Bármely két {\displaystyle u} és {\displaystyle v} csúcsot, illetve {\displaystyle L(u)=(a_{1},a_{2})} és {\displaystyle L(v)=(b_{1},b_{2})} címkéiket tekintve azt mondhatjuk, hogy  {\displaystyle L(u)<L(v)} pontosan akkor áll fenn, ha {\displaystyle a_{1}\leq b_{1}}, {\displaystyle a_{2}\leq b_{2}}, továbbá {\displaystyle a_{1}} és {\displaystyle a_{2}} közül legalább az egyik esetében a kisebb mint {\displaystyle b_{1}}, illetve {\displaystyle b_{2}} reláció is fennáll.
A módszer végeredménye az az állítás, hogy {\displaystyle v} pontosan akkor elérhető {\displaystyle u}-ból, ha {\displaystyle L(u)<L(v)}, ami {\displaystyle O(1)} időben egyszerűen kiszámítható.

## Kapcsolódó problémák
A gráfbeli elérhetőség területének másik problémája, hogy {\displaystyle k} csúcs hibája esetén vizsgáljunk elérhetőségeket. Például: „Elérhető-e az {\displaystyle u}-ból a {\displaystyle v} csúcs akkor is, ha az {\displaystyle s_{1},s_{2},...,s_{k}} csúcsok hibásak és nem érinthetjük őket?” Egy kapcsolódó probléma az élek hibáját, vagy a kettő keverékét vizsgálja. A szélességi keresési technikák ilyen lekérdezéseknél is működnek, de a hatékony orákulum konstrukciója ilyenkor nehezebb lehet.
Az elérhetőségi lekérdezésekkel kapcsolatos másik probléma, hogy miként lehet gyorsan újraszámolni az elérhetőségi kapcsolatokat, ha a gráf egyes részei megváltoznak. Ez a kérdés előkerül például a szemétgyűjtés során, amikor egyensúlyozni kell a memória felszabadítása (hogy újra kiosztható legyen) és a futó alkalmazás teljesítményigénye között.

## Fordítás
- Ez a szócikk részben vagy egészben a Reachability című angol Wikipédia-szócikk ezen változatának fordításán alapul.  Az eredeti cikk szerkesztőit annak laptörténete sorolja fel. Ez a jelzés csupán a megfogalmazás eredetét és a szerzői jogokat jelzi, nem szolgál a cikkben szereplő információk forrásmegjelöléseként.